# Ian Traynor
Ian Traynor (* 11. November 1955 in Penilee, Glasgow, Schottland, Vereinigtes Königreich; † 27. August 2016 in Brüssel, Belgien) war ein britischer Journalist.
Traynor berichtete über und kommentierte als Auslandskorrespondent des The Guardian über die Wendepunkte der Geschichte Europas nach dem Ende des Kalten Kriegs – Auflösung der Sowjetunion, Fall der Berliner Mauer, Deutsche Wiedervereinigung, Aufstieg von Solidarność in Polen, Zerfall Jugoslawiens, die nachfolgende blutige Kriege, die Expansion der Europäischen Union, sowie über die sich daraus entwickelnden Krisen. Im Jahr 2007 wurde er Europe editor of The Guardian (deu.: Leiter für Europa-Nachrichten beim The Guardian).

## Leben
Ian Traynor wurde 1955 in Penilee, einem südwestlichen Vorort von Glasgow als Sohn von Tommy Traynor, einem Werkzeugmacher und dessen Ehefrau Phemie (Euphemia) geboren. Als Traynor 12 Jahre alt war, zog seine Familie nach East Kilbride, South Lanarkshire und Ian ging zur katholischen Holy Cross High School in Hamilton. Er las zahlreiche Bücher von George Orwell und wurde so motiviert, Auslandskorrespondent (einer Zeitung) zu werden. Bereits im frühen Alter von 16 Jahren beherrschte er Russisch und Deutsch so gut, dass er einen Studienplatz an der University of Glasgow bekam. Er wechselte anschließend zur University of Aberdeen, wo er in Moderne Sprachen seinen Abschluss machte. Während seiner Studentenzeit lernte er Jean Forsyth kennen, die er 1982 heiratete (1. Ehe). Aus der Ehe gingen zwei Söhne – Paul und Martin – hervor. Die Ehe wurde geschieden.
Traynor begann seine Journalistenkarriere 1978 bei der BBC, beim BBC Monitoring (Service), einer Abteilung der BBC in Caversham Park, in der Nähe von Reading für die Beobachtung und Auswertung internationaler Medien in mehr als 150 Ländern mit über 100 verschiedenen Sprachen. Traynor analysierte hier Medien der damaligen UdSSR. Er lernte Martin Woollacott den damaligen Leiter der Auslandsabteilung des The Guardian kennen und arbeitete ab 1987 beim The Guardian, zunächst als stellvertretender Herausgeber (für Auslandsnachrichten). 1988 ging Traynor als Auslandskorrespondent des The Guardian nach Wien. 1990 wurde er Korrespondent des The Guardian für Gesamt-Osteuropa. Ab 1995 berichtete er zunächst aus Bonn, dann aus Berlin (als Deutschland- und Mitteleuropa-Korrespondent des The Guardian). 2003 wurde er zum Europe editor des Guardian  ernannt mit Basis zunächst in Zagreb, Kroatien, dann in Brüssel, Belgien. In Zagreb lernte er auch Ivanka Anicić († 2011 in Brüssel) kennen, die er 2003 in zweiter Ehe heiratete. Aus dieser Ehe ging ein Sohn – Sean – hervor. 2007 wurde Traynor dann Herausgeber für Europanachrichten des The Guardian.

## Würdigung
Jamie Wilson, Leiter für internationale News beim The Guardian sagte zum Tode von Traynor:

“...He was a brilliant foreign correspondent: supremely knowledgeable, always one step – but usually three – ahead of the opposition, a fantastic writer with that all too rare art of being able to pull a splash out of his back pocket on those days when there really was no news. The world will be a much poorer place without Ian reporting on it.”

„...Er war ein brillanter Auslandskorrespondent: äusserst kenntnisreich, immer einen Schritt – meist drei [Schritte] – den anderen voraus, mit einer fantastischen Schreibe und der viel zu seltenen Fähigkeit immer noch eine Story im Ärmel zu haben, selbst wenn es überhaupt keine Nachrichten mehr gab ... Ohne Ians’ Berichte wird die Welt ein sehr viel ärmerer Ort sein.“